# Mořic Stanislav Anger
Mořic Stanislav Anger (12. března 1844, Sušice – 2. srpna 1905, Praha) byl český dirigent a skladatel.

## Život
Narodil se 12. března 1844 v Sušici. Studoval na gymnáziu v Sušici, od roku 1856 reálku v Písku a později ve Vídni. V roce 1862 začal studovat na technice (tehdy Polytechnický ústav) v Praze. Studia však nedokončil a plně se věnoval hudbě.
Základy hudebního vzdělání získal již v Písku a ve Vídni. V Praze studoval housle u Josefa Řebíčka a skladbu u Josefa Bohuslava Foerstera. Stal se členem tzv. Komzákovy kapely, orchestru, který založil kapelník a skladatel Karel Komzák st. a který si v Praze získal tak znamenitou pověst, že se jako celek stal orchestrem Prozatímního divadla. V této kapele hrál vedle Angera i Antonín Dvořák, se kterým Anger v letech 1864–1865 společně bydlel na Senovážném náměstí.
Vedle činnosti houslisty v orchestru v Prozatímním divadle byla zahájena i jeho kariéra dirigenta. Nejprve převzal řízení frašek a operet, později (na doporučení Bedřicha Smetany) se stal dirigentem Švandovy divadelní společnosti v Plzni.
V letech 1870–1881 vystřídal několik angažmá u předních rakouských scén (Salcburk, Bad Ischl, vídeňská Komická opera, Olomouc, Štýrský Hradec). 1. května 1881 se stal druhým dirigentem Národního divadla v Praze. V této funkci setrval až do své smrti v roce 1905.
14. října 1883 dirigoval v pražském Rudolfinu světovou premiéru Dvořákova houslového koncertu v a moll.
V letech 1888 až 1901 byl kromě svých povinností v Národním divadle i ředitelem kůru v křížovnickém chrámu sv. Františka na Starém Městě. Odtud se datují i jeho četné chrámové skladby.
Zemřel roku 1905 a byl pohřben na Olšanských hřbitovech.

## Dílo

### Opery
- Viola (1872, nedokončena)
- Die Wächter der Moral (1879, v českém překladu uvedena v Prozatímním divadle jako Záletníci v roce 1882)

### Operety
- Čertíci
- Hadrián

### Balety
- Kouzelný fagot (1870)
- České posvícení (1884)
- Štědrovečerní sen (1886)

Z orchestrálních skladeb si zaslouží pozornost Pocta Bedřichu Smetanovi (1895). Kromě již zmíněných chrámových skladeb komponoval hudbu k činohrám a celou řadu písní a sborů.